# العلاقات البوتسوانية الغانية
العلاقات البوتسوانية الغانية هي العلاقات الثنائية التي تجمع بين بوتسوانا وغانا.

## مقارنة بين البلدين
هذه مقارنة عامة ومرجعية للدولتين:
| وجه المقارنة                                              | بوتسوانا                       | غانا         |
| --------------------------------------------------------- | ------------------------------ | ------------ |
| المساحة (كم2)                                             | 581.74 ألف                     | 238.53 ألف   |
| عدد السكان (نسمة)                                         | 2.29 مليون                     | 26.91 مليون  |
| الكثافة السكانية (ن./كم²)                                 | 3.94                           | 112.82       |
| العاصمة                                                   | غابورون                        | أكرا         |
| اللغة الرسمية                                             | لغة إنجليزية                   | لغة إنجليزية |
| العملة                                                    | بولا بوتسواني                  | سيدي غاني    |
| الناتج المحلي الإجمالي (بليون دولار)                      | 17.41 مليار                    | 47.33 مليار  |
| الناتج المحلي الإجمالي (تعادل القوة الشرائية) بليون دولار | 35.84 مليار                    | 115.41 مليار |
| الناتج المحلي الإجمالي الاسمي للفرد دولار أمريكي          | 6.36 ألف                       | 1.37 ألف     |
| الناتج المحلي الإجمالي للفرد دولار أمريكي                 | 16.10 ألف                      | 4.08 ألف     |
| مؤشر التنمية البشرية                                      | 0.698                          | 0.579        |
| رمز المكالمات الدولي                                      | +267                           | +233         |
| رمز الإنترنت                                              | .bw                            | .gh          |
| المنطقة الزمنية                                           | ت ع م+02:00، توقيت وسط إفريقيا | 00           |

## منظمات دولية مشتركة
يشترك البلدان في عضوية مجموعة من المنظمات الدولية، منها:
| علم المنظمة | اسم المنظمة                                 | تاريخ انضمام بوتسوانا | تاريخ انضمام غانا |
| ----------- | ------------------------------------------- | --------------------- | ----------------- |
|             | وكالة ضمان الاستثمار متعدد الأطراف          | 15 مايو 1990          | 29 أبريل 1988     |
|             | الأمم المتحدة                               | 17 أكتوبر 1966        | 8 مارس 1957       |
|             | دول الكومنولث                               | ?                     | ?                 |
|             | منظمة حظر الأسلحة الكيميائية                | ?                     | ?                 |
|             | منظمة التجارة العالمية                      | ?                     | ?                 |
|             | منظمة الشرطة الجنائية الدولية               | ?                     | ?                 |
|             | الاتحاد الأفريقي                            | 31 أكتوبر 1966        | ?                 |
|             | البنك الإفريقي للتنمية                      | ?                     | ?                 |
|             | مؤسسة التنمية الدولية                       | 24 يوليو 1968         | 29 ديسمبر 1960    |
|             | يونسكو                                      | 16 يناير 1980         | 11 أبريل 1958     |
|             | مجموعة دول أفريقيا والكاريبي والمحيط الهادئ | ?                     | ?                 |
|             | الاتحاد البريدي العالمي                     | ?                     | ?                 |
|             | البنك الدولي للإنشاء والتعمير               | 24 يوليو 1968         | 20 سبتمبر 1957    |
|             | الاتحاد الدولي للاتصالات                    | 2 أبريل 1968          | 17 مايو 1957      |
|             | مؤسسة التمويل الدولية                       | 23 مارس 1979          | 3 أبريل 1958      |
|             | المركز الدولي لتسوية المنازعات الاستشارية   | 14 فبراير 1970        | 14 أكتوبر 1966    |

## وصلات خارجية
- موقع وزارة الخارجية البوتسوانية
- موقع وزارة الخارجية الغانية